# غاري راسيل
غاري راسيل (بالإنجليزية: Gary Russell)‏ (و. 1963 – م) هو ممثل، وروائي، وصحفي، ومحرر، وممثل طفل، وكاتب خيال علمي، من المملكة المتحدة.

## وصلات خارجية
- غاري راسيل على موقع IMDb (الإنجليزية)
- غاري راسيل على موقع ألو سيني (الفرنسية)
- غاري راسيل على موقع ميوزك برينز (الإنجليزية)
- غاري راسيل على موقع أول موفي (الإنجليزية)
- غاري راسيل على موقع قاعدة بيانات الفيلم (الإنجليزية)
- غاري راسيل على موقع كينوبويسك (الروسية)